# Partito Democratico del Benin
Il Partito Democratico del Benin (in lingua francese: Parti Démocratique du Bénin, PDB) è un partito politico beninese.

## Storia
Nato nel 1996 su iniziativa di Soulé Dankoro, alle elezioni parlamentari del 1999 elesse un solo deputato, lo stesso Dankoro.
Dankoro fu il candidato del partito per le elezioni presidenziali del 2001, ma ricevette meno dell'1% dei voti, finendo settimo su diciassette candidati. Il partito si alleò al Nouvelle Alliance per le elezioni parlamentari del 2003,. L'alleanza ottenne due seggi.
Dankoro fu nuovamente il candidato del partito per le elezioni presidenziali del 2006, ma anche questa volta ottenne meno dell'1% dei voti, terminando quindicesimo su ventisei candidati.

## Risultati elettorali
| Elezione          | Voti   | Seggi  |
| ----------------- | ------ | ------ |
| Parlamentari 1999 | 35 900 | 1 / 83 |